# Sonando en Cuba
Sonando en Cuba es un concurso de talentos cubano concebido para buscar nuevos valores que defiendan la música popular cubana y que es producido por RTV Comercial. 

## Primera temporada
La primera temporada se emitió por Cubavisión y Cubavisión Internacional en el 2015 en un formato competitivo que incluía una selección previa de la cual se ofrecieron fragmentos a los telespectadores, así como los momentos en que se da la noticia de su avance a la primera ronda eliminatoria a los clasificados en visitas por sorpresa a sus hogares. 
Los participantes tenían diversos entrenadores vocales y en número de cuatro actuaban semanalmente ante un jurado compuesto por tres cantantes de música popular bailable: "El Niño", director de la orquesta "El Niño y la Verdad", "Yumurí", director de la orquesta "Yumurí y sus hermanos" y Laritza Bacallao, que emitía su evaluación por un sistema de puntaje, quedando eliminados automáticamente los dos peor clasificados, aunque luego se realizaron repescas. La conducción corrió a cargo del actor Carlos Luis González con pases a backstage y entrevistas a familiares de los intérpretes. Las grabaciones se realizaron en dependencias del ICAIC
En esta primera temporada todos los participantes debían interpretar únicamente sones, lo que provocó algún descontento del público televisivo y fue señalado como un factor limitador por la crítica.
Al final emergió vencedora Karen Giselle Oduardo Díaz, la cual recibió como premio la posibilidad de grabar un disco y realizar una gira por Perú con una orquesta.

## Segunda temporada
Para la segunda temporada, producida por la misma empresa y emitida inicialmente por Cubavisión y Cubavisión Internacional, se realizaron cástines nacionales en las tres regiones del país: Oriente, Centro y Occidente. Los cantantes seleccionados fueron 24 (8 por región) y recibieron números consecutivos, comenzando por los del Oriente. Desde un principio se aclaró que en esta ocasión cantarían todos los géneros de la música popular cubana sin distinción.
En toda la temporada, que comenzó en septiembre, se fueron seleccionado los dos competidores de cada región con peor desempeño para ir a la llamada "Zona Caliente" al final de cada gala, tomando estas decisiones el correspondiente mentor. El público, mediante mensajes de texto o entrando en la página web del concurso, podía votar para salvar a su favorito en cada una de las regiones y al inicio de la siguiente gala se anunciaba el concursante de cada región con menos votos y, por ende, eliminado. Vale aclarar que se daba a conocer el total de votos obtenidos y no el por ciento, como suele hacerse en este tipo de concursos.
A lo largo de la temporada, los participantes recibieron clases magistrales de importantes figuras de la música cubana y se realizaron breves entrevistas a personalidades invitadas que coincidieron en alabar la idea del concurso. Los particantes no solo cantaron como solistas, sino que hubo una gala dedicada a los cuartetos, otra a los tríos y otra más a los dúos. Al final de cada presentación los tres mentores daban sus opiniones respecto a la interpretación de cada número. En cada gala se rindió homenaje a importantes figuras de la música cubana.
Al comienzo de la gala semifinal fueron los mentores quienes eliminaron a uno de los participantes de su equipo, dejando solo dos competidores. Casualmente, en los tres equipos quedaron un hombre y una mujer y al final de la gala la decisión de los mentores fue salvar a su representante femenina. Así, Paulito FG, mentor de la zona oriental, salvó a la bayamesa Dayana Batista, Haila María Mompié, mentora de la región central, salvó a la cienfueguera Rosa María Moret y Mayito Rivera, por la región occidental, salvó a la habanera Yulaysi Miranda.
En esta misma gala semifinal se anunció que para la final los mentores no tendrían poder de decisión y que esta correría a cargo de un jurado compuesto por las cantantes cubanas Argelia Fragoso y Diana Fuentes, Adalberto Älvarez, compositor y director de una conocida orquesta de música popular bailable cubana y el cantante puertorriqueño Víctor Manuelle.
Para la gala final, cada una de las concursantes se presentó con un popurrit de temas cubanos de distintas épocas y ritmos, emergiendo como ganadora por decisión unánime del jurado Yulaysi Miranda, quien recibió como premio la posibilidad de grabar un CD cortesía de RTV comercial, productora del evento, así como la posibilidad de rodar un videoclip con un importante realizador cubano y el desarrollo de la campaña promocional del disco. Además, se conoció que la cantante boricua Olga Tañón, que mediante un vídeo había saludado previamente al pueblo cubano, incluiría a la ganadora del concurso en su próxima gira por Puerto Rico. Como premios colaterales, se dio a conocer el de la región más popular que recayó en Oriente y recibió el mentor de ese equipo y el del cantante más popular cuyos finalista fueron Adriel López y Duani Ramos Alvárez, siendo vencedor este último, un enfermero residente en La Habana que, amén de otros regalos, tuvo la oportunidad de cantar fuera de concurso el tema Preciosa, dedicado a Puerto Rico y su representante en el jurado. También hubo dúos de Paulo FG con la ganadora de la temporada anterior y de Mayito Rivera con Haila María Mompié.
La final de esta segunda temporada fue transmitida también por Telemundo Puerto Rico y previamente se había anunciado la internacionalización del evento para el año próximo. Todas las galas se transmitieron en vivo aproximadamente a las 20:20 horas los domingos y se desarrollaron en el cineteatro Astral. La empresa GFR se incorporó a la producción en sus finales.
En una de las galas se dio a conocer que el índice de audiencia inicial del programa estuvo sobre los veinte puntos y que había ido incrementándose progresivamente. 
Los competidores realizaron diversas visitas a escuelas, salas de tratamiento oncológico para niños, un hogar de niños sin amparo filial donde repartieron regalos y a los damnificados por el Huracán Matthew en la Provincia de Guantánamo.
En general, las opiniones sobre el programa han resultado muy positivas y se ha considerado esta segunda temporada muy superior a la primera, aunque en el público existen criterios dispares, en especial respecto a la ganadora del certamen. Varios de los concursantes no tenían demasiada experiencia previa, pero otros, como la ganadora, sí habían cantado antes en orquestas o sido parte de shows.
En 2017 varios de los participantes del programa han acompañado a Paulo FG en una gira nacional e interpretan junto a él la canción “Al ritmo del festival” dedicada al Festival Mundial de la Juventud y los Estudiantes que acogerá la ciudad rusa de Sochi. también se han presentado en varios espacios televisivos y forman parte de lo que se ha dado en llamar el proyecto Sonando en Cuba
Duani Ramos es hoy la voz líder del popular grupo Moncada.

## Tercera temporada
La tercera temporada se inició de forma similar a la segunda, es decir, se realizaron tres audiciones zonales en los meses de mayo y junio, quedando una preselección de 10 competidores por zona de los cuales se eliminaron dos, quedando así ocho competidores por cada región para un total de veinticuatro. En esta temporada se mantienen los mentores de las tres regiones de la temporada anterior, así como los conductores y la sede (teatro Astral). Como novedad los jueves se transmite en Cubavisión Pa´que suene como yo, programa que ofrece información sobre el desarrollo de la competencia y que se emite los jueves en primetime.
Los concursantes, tal como ocurrió la temporada anterior, cuentan con asesores por cada zona, que se encargan del entrenamiento vocal, y entre los que figuran Alain Pérez, Niurka Reyes y Luna Manzanares, entre otros.